# Kántor Lajos (irodalomtörténész)
Kántor Lajos (írói álneve Köves László) (Kolozsvár, 1937. augusztus 7. – Kolozsvár, 2017. július 22.) Széchenyi-díjas magyar irodalomtörténész, filológus, kritikus, szerkesztő, a Magyar Tudományos Akadémia külső tagja. Idősebb Kántor Lajos fia, Kántor Erzsébet műfordító férje.

## Életútja
Szülővárosában, a kolozsvári református kollégiumban kezdte középiskolai tanulmányait, ennek utódjában, a 2. számú Fiúközépiskolában érettségizett (1954), a Bolyai Tudományegyetemen szerzett magyar nyelv és irodalom szakos tanári diplomát (1959), majd a Babeș–Bolyai Tudományegyetemen doktorátust (1979).
1959-től kezdve a Korunk irodalmi szerkesztője, 1963-tól a művészeti rovat vezetője is; a Korunk Galéria irányítója. Kritikáit, irodalmi publicisztikáját az Utunk, Igaz Szó, A Hét, România literară, Gazeta Literară, Steaua közölte, tanulmányai a Korunk, NyIrK, Magyarországon a Valóság, Kortárs, Új Írás, Napjaink, Tiszatáj, Nagyvilág, Élet és Irodalom, Irodalomtörténeti Közlemények, Csehszlovákiában az Irodalmi Szemle, Jugoszláviában a Híd, Új Symposion hasábjain, valamint napilapokban szerepeltek.
Az 1989-es fordulat után bekapcsolódott az RMDSZ munkájába és a Korunk főszerkesztői teendőit látta el, s megválasztották 1993-ban a MÚRE elnökének. 2013-ban a Magyar Tudományos Akadémia külső tagjává választották.

## Munkássága
Első kritikáit az Utunk közölte (1953). Mint egyetemi hallgató Móricz Zsigmond stílusát elemezte Nyelvi tudatosság és realizmus c. tanulmányában (NyIrK, 1959/1–4), államvizsga-dolgozatában pedig Az ember tragédiája körül támadt százados harcot mutatta be, a Madách-kérdéssel kapcsolatban a magyar irodalomkritika, irodalomtörténetírás és irodalompolitika száz évének keresztmetszetét adva (munkája később Budapesten megjelent). Már Kacsó Sándor ajánlásával bevezetett Forrás-kötete, az Írástól – emberig (1963) felfigyeltetett arra, hogy a művészi jegyeket mutató irodalombírálatot eredeti műfajként becsüli, s mint kritikus a költői magatartás formáit, a költői eszközök hatékonyságát vizsgálva növekvő jelentőséget tulajdonít a kortárs Forrás-nemzedék tudatosságon alapuló gondolatiságának.
Gazdag hazai és nemzetközi kapcsolatrendszerbe foglalt irodalomtörténeti munkásságában több sajátos vonulatot különböztethetünk meg. Az egyik ilyen vonulat Móricz-művek kommentálása és megjelentetése alkalmából (A boldog ember, 1964; Májusi eső, 1966; Életem regénye, 1975; Ebéd, 1976; Életre ítélve, Idill, 1978; Móricz Zsigmond közöttünk, 1979) konkrét példákon bizonyítja a lírai próza műfajiságát, hogy Vallomásos Móricz Zsigmond c. kismonográfiájában (1968) ki is jelentse: "a legnagyobb magyar epikusként tisztelt Móriczot a lírikusok vagy legalábbis a lírai ábrázolást gyakorló alkotók közé soroljuk be". Több mint egy évtized további kutatásai után ért el az elméleti összefoglalásig, amely Líraiság a XX. századi magyar novellában címmel doktori disszertációja (1979), majd Líra és novella c. kötetében (1981) a nyilvánosság elé került.
Tamási Áron balladisztikus novelláit modellként elemezve a lírai novella tételbe fogalmazásáig jut el; ennek meghatározója szerinte valamely érzelmi, hangulati jelentésű egyetemes vagy sajátos népi motívum, mely feloldja a művész és a mű távolságát, egybekapcsol múltat és jelent az idő lírai kezelésében, s elősegíti a lírai képalkotást.
Átfogó jellegű irodalomtörténeti vonulatot alkotnak a századunk irodalmi fejlődését nyomon követő részlettanulmányai, esszéi. Ezekben a hagyományos irodalomszociológiai, lélektani, stilisztikai elemzés mellett a korszerű motívumvizsgálatra, a különféle struktúrák felmérésére törekszik, és számon kéri a nemzetközi összehasonlítást. Az Alapozás c. tanulmány- és esszégyűjteményben (1970) Thury Zoltán, Kosztolányi Dezső, Gelléri Andor Endre, Illyés Gyula bemutatása emelkedik ki, s új módszerességgel kap magyarázatot Kacsó Sándor, Nyirő József, Tamási Áron novellaművessége, Szabédi László (A ráció romantikusa) és Horváth Imre pályája, mellettük a Bartalis-vers titkának megfejtése is (Az egyszerűség vonzása). Az "alapozás" eredményeként készült el – Láng Gusztávval közösen – 1971-ben a Romániai magyar irodalom 1945–1970 és javított második kiadása (1973), a II. világháború utáni romániai magyar irodalom negyedszázadának első hazai áttekintése. E kutatás folytatásaként került sor többek közt Kemény János (1972), Szilágyi Domokos (1978), Reményik Sándor (1983) műveinek értelmezésére is a RMI sorozatában megjelent köteteik bevezető tanulmányaiban, majd – az előző összegező számbavételt 1980-ig kiegészítve – a Béládi Miklós szerkesztette mai magyar irodalomtörténet IV. kötetében (Budapest, 1982).
Szerkesztői gyakorlatához kötődnek sajtótörténeti vagy ahhoz közel álló témájú (a sajtóban elfelejtve rejtőző adatokat feltáró) tanulmányai is, amelyekben részletező következetességgel a romániai magyar irodalom vitás kérdéseit pásztázza végig, főleg a Korunk múltjával kapcsolatban. Ide tartozik a különböző folyóiratokban elszórva megjelent, majd Korunk: avantgarde és népiség c. alatt (Budapest, 1980) összegyűjtött írások közül a Készülődés a Korunkra (1966), a publicista Gaál Gábor bemutatása, továbbá a romániai magyar avantgárd forrásvidékét kritikailag ellenőrző A Genius-legenda és a Genius (1976) és Dienes László avantgárd stílusa ugyanebből az esztendőből, majd A hiány értelmezése c. önálló kötet (1980) mint negatívban készült kép a József Attila Erdélyben-témáról: ebben az itt személyesen nem járt költő sokszoros – az Erdélyi Helikontól a Korunkig és a Brassói Lapokig, Dsidától és Kuncz Aladártól Gaál Gáborig terjedő – kötődéseit tárja fel és elemzi.
Sajtótörténeti érdeklődéseiből táplálkozik kritikai cikksorozata az Utunkban a vallani és vállalni-vita keletkezéséről és lefolyásáról (1981), majd egy kolozsvári rádió-előadássorozata a Világosság oldalain kibontakozott új irodalmi kezdetekről a második világháború után (1983).
Érdeklődését a művészetek iránt A megtalált színház c. kötet (Kolozsvár, 1976) jelezte: egy évtized színháztörténetét átfogó színikritikái a megírt dráma és a színpadi jelenítés összefüggéseit világítják meg. Egy másik kötete, a Kép, világkép (1977) a régi Korunk művészeti anyagának feldolgozásával foglalja új összefüggésrendszerbe a folyóirat történetét, kifejtve a nemzeti és egyetemes, a partikuláris hagyomány és a modern világlátás, korszerű formanyelv összeegyeztethetőségét műkritikában és esztétikai gondolkodásban, képkultúrát szorgalmazva.
Ide tartozik három művészeti útirajza is: Utazás a gyökerek körül (Kolozsvár, 1972), Szárny és gyökér (Kolozsvár, 1979), Milyen az út? (Kolozsvár, 1983). Közben jelentek meg gondozásában a Korunk Galéria katalógusai, amelyekben képzőművészetünk nagyjai és elismert tehetségei mellett a fiatalok művészetét is felkarolta, esztétikai véleménycserét sürgetett "Moholy Nagy és Constantin Brâncuși, Kállai Ernő és Dési Huber István" európai szellemében. Ugyanez a törekvése testesült meg a Kriterion Galéria három kötetéhez írott bevezetőiben (Deák Ferenc, 1982; Paulovics László, 1983; Cseh Gusztáv, 1983).
Nemcsak a negyedszázados Korunk-szerkesztésben, hanem a könyvkiadás munkálataiban is szerepet vállalt. Válogatta, bevezette, írói portrékkal látta el, jegyzetelte a mai magyarországi irodalomból Föld, csillag címen novellák (1970), Nagy tél után címen versek (1974) gyűjteményét; Tineri poeți maghiari din România címen román nyelvű antológiát szerkesztett a Forrás-költők verseiből (Kolozsvár, 1979). Dincolo de formă címen pedig összeállította a romániai magyar próza és költészet legjavának román nyelvű antológiáját (1981). Dávid Gyulával közösen magyarra fordította Adrian Marino Bevezetés az irodalomkritikába c. munkáját (1979), elő- és/vagy utószavakban ismertette a magyar olvasókkal számos román író személyiségét. Kiemelkedik Vasile Rebreanu, Anton Holban, Augustin Buzura, Eugen Simion irodalomtörténeti bemutatása.
Szerkesztője, az utószó írója és egyik szerzője a Kulcsok Kolozsvárhoz : a föl nem adható város című kötetnek (2000).

## Önálló kötetei (válogatás)
- Írástól – emberig. Esszék, tanulmányok; Irodalmi Kiadó, Bukarest, 1963 (Forrás)
- Százéves harc "Az ember tragédiájá"-ért; Akadémiai, Bp., 1966 (Irodalomtörténeti füzetek)
- Vallomásos Móricz Zsigmond. Epika és líra határvidékén; Ifjúsági, Bukarest, 1968 (Kismonográfia)
- Alapozás. Klasszikusok – kortársak. Tanulmányok, esszék; Kriterion, Bukarest, 1970
- Föld, csillag. Mai magyarországi novellák I-II.; vál., bev., jegyz. Kántor Lajos; Albatros, Bukarest, 1970
- Kántor Lajos–Láng Gusztáv: Romániai magyar irodalom. 1945–1970; Kriterion, Bukarest, 1971
- Utazás a gyökerek körül. Az Adriától a Balti-tengerig. Útirajz a modern művészetekről; Dacia, Kolozsvár, 1972
- Kántor Lajos–Láng Gusztáv: Romániai magyar irodalom. 1944–1970; 2. jav. kiad.; Kriterion, Bukarest, 1973
- Korunk Galéria 50. Készült a folyóirat megjelenésének ötvenedik évfordulójára; szerk. Kántor Lajos, Ritoók János; Kolozsvár-Napoca, Intreprinderea Poligrafica, 1976
- A megtalált színház. Kövek egy évtízed színháztörténetéhez; Dacia, Kolozsvár-Napoca, 1976
- Kép, világkép. A régi Korunk az új művészetért; Kriterion, Bukarest, 1977
- Korunk Galéria. Kiállítás Ady Endre születésének 100. évfordulójára (kiállítási katalógus); szerk. Kántor Lajos, Ritoók János; Korunk Galéria, 1977. november, Kolozsvár-Napoca
- Szülőföld. Kolozsvár-Napoca, 1978 (kiállítási katalógus); szerk., bev. Kántor Lajos; Korunk, Kolozsvár-Napoca, 1978
- Korváltás. Kritikák, tanulmányok; Kriterion, Bukarest, 1979
- Szárny és gyökér. Utazás A-tól Z-ig; Cseh Gusztáv illusztrációival; Dacia, Kolozsvár-Napoca, 1979
- Líraiság a XX. századi magyar novellában; Universitatea, Kolozsvár, 1979
- Móricz Zsigmond közöttünk; vál., bev., jegyz. Kántor Lajos; Kriterion, Bukarest, 1979
- Korunk. Avantgarde és népiesség. Irodalomtörténeti és kritikai portyázások; Magvető, Bp., 1980 (Elvek és utak)
- A hiány értelmezése. József Attila Erdélyben; Deák Ferenc rajzával; Kriterion, Bukarest, 1980
- Dincolo de formă. Pagini de poezie şi proză maghiară din România; szerk., bev., jegyz. Kántor Lajos; ford. románra Corneliu Bala et al.; Albatros, Bucureşti, 1981 (Lyceum)
- Líra és novella. A sólyom-elmélettől a Tamási-modellig; Kriterion, Bukarest, 1981
- Milyen az út? Szubjektív KRESZ a gyalogos és autós közti átmenet öszvér-állapotában; Dacia, Kolozsvár-Napoca, 1983
- Képzőművészeti írások. 1984; szerk. Kántor Lajos; Kriterion, Bukarest, 1984
- Vallani és vállalni. Egy irodalmi vita és környéke. 1929–1930; Kriterion, Bukarest, 1984
- Szilágyi Domokos: A költő életei; szerk. Kántor Lajos; Kriterion, Bukarest, 1986
- Birtokon belül? Téli beszélgetések Erdélyben; Pallas Lap- és Könyvkiadó Vállalat, Bp., 1989
- Túlélő képek. Kántor László íróportréi. 34 erdélyi író vallomása; szerk. Kántor Lajos; Héttorony, Bp., 1989
- Szilágyi Domokos: Élnem adjatok. Vers, próza, esszé, 1956–1976; összegyűjt., szerk., utószó Kántor Lajos; Kriterion, Bukarest, 1990
- Erdélyi csillagok. Újabb arcok Erdély szellemi múltjából; szerk. Kántor Lajos; Héttorony, Bp., 1990
- Hamlet a bántott félhez tartozik. Az erdélyi magyar színház két évszázados történetéből. Esszé; Héttorony, Bp., 1990
- Vándor idő balladája. krónika 89–90; szerk. Kántor Lajos, Veress Zoltán; Erdélyi Könyv Egylet, 1991 (Erdély kövei, 1.)
- Itt valami más van... Erdélyi krónika, 1911–1959; Héttorony, Bp., 1992
- Kolozsvár magyar színháza. Ezerhétszázkilencvenkettő – ezerkilencszázkilencvenkettő; szerk. Kántor Lajos, Kötő József, Visky András; Gloria, Kolozsvár, 1992
- Függőhíd. Közérzetkrónika; Jelenkor–Kriterion, Pécs–Bukarest, 1993
- Kántor Lajos–Kötő József: Magyar színház Erdélyben, 1919–1992; Kriterion, Bukarest, 1994
- Györkös Mányi Albert; Kriterion, Bukarest, 1995
- Ki vagy te, Szilágyi Domokos?; Balassi, Bp., 1996
- Honos-hontalan. Két levél közt egy évtized. Esszék, publicisztikák; Felsőmagyarország, Miskolc, 1997
- Megbolondult a kutyám. Út menti és egyéb történetek; Mentor, Marosvásárhely, 1997
- Találkozások. Korunk Galéria; szerk. Kántor Lajos; Komp-Press, Kolozsvár, 1997
- Kántor Lajos–Kötő József: Magyar színház Erdélyben, 1919–1992; szerk. Antoaneta Iordache; Integral, Bukarest, 1998 (Sinteze)
- Balogh Edgár: Számadásom. Emlékirat, 1956–1993; szerk., bev. Kántor Lajos; Komp-Press–Korunk Baráti Társaság, Kolozsvár, 1999
- Erdélyi sorskerék. Szabédi László és a történelem; Balassi, Bp., 1999
- Heim András: Építem a rendet; szerk. Kántor Lajos; Komp-Press, Kolozsvár, 1999
- Alternatives for Romania. Anthology of Korunk; szerk. Balázs Imre-József, Horváth Andor, Kántor Lajos; ford. angolra Nagy Piroska, Vajda Tünde; Komp-Press, Kolozsvár, 2000 (Render)
- A magyarokra figyeltek. Románia, 2001 napról napra (Kántor Erzsébet et al. publicisztikai írásai); szerk. Kántor Lajos, Kovács Kiss Gyöngy; Korunk Baráti Társaság–Komp-Press, Kolozsvár, 2002
- Fellegek a város felett. Regényes korrajz. Kolozsvár, 20. század; Nemzeti Tankönyvkiadó, Bp., 2004 (Európai iskola)
- A kapu. Ház, utca, város, ország. Családregény-vázlat naplókkal, levelekkel hitelesítve; Balassi–Polis, Kolozsvár–Bp., 2004
- József Attila a Korunkban; összeáll., gond., szerk. Kántor Lajos; Komp-Press, Kolozsvár, 2005
- A nagyelefánt nyomában. Esszék és kritikák; Pallas-Akadémia, Csíkszereda, 2005 (Bibliotheca Transsylvanica)
- A mennyei kapu, avagy Az apokrif kerekasztal. 20-21. század; Korona, Bp., 2006
- Az idő vaskalapja. Negyed évszázad (1964–1988) Sükösd Mihállyal, és egy kevés abból, ami előtte volt, majd utána következett; összeáll., vál. Kántor Lajos; Kalligram, Pozsony, 2007
- Közép-Európa vándora. Korunk-dosszié. Válogatás a Korunk öt évtizedének írásaiból, 1957–2007; szerk. Kántor Lajos; Komp-Press, Kolozsvár, 2007
- A költő (régi és új) életei. Szilágyi Domokos (1938–1976); összegyűjt. és szerk. Kántor Lajos; Kriterion, Kolozsvár, 2008
- Közösség és művészet. A Korunk Galéria története, 1973–1986. Szövegdokumentumok, képek (Székely Sebestyén György művészettörténeti tanulmányával); szerk. Kántor Lajos, Székely Sebestyén György; Komp-Press, Kolozsvár, 2008
- Szabálytalan félsziget; Trikolor, Bp., 2008 (Örökségünk)
- Hazatérő képek. Barcsaytól Vinczeffyig; Komp-Press–Korunk, Kolozsvár, 2009
- Barátom a malomban égykezes Csiki Lászlóval; Noran Libro, Bp., 2010[4]
- Kolozsvári néző; Komp-Press–Minerva, Kolozsvár, 2010
- A Korunk kapui. 1959 (1957) – 1965. (március); Komp-Press–Korunk–Kalligram, Kolozsvár–Pozsony, 2011
- Könyv, grafika, könyvművészet Erdélyben. 1919–2011; szerk. Kántor Lajos; Komp-Press–Korunk, 2011
- Vallató (képek). Fél évszázadról, együtt; szerzői, Kolozsvár, 2011
- Golyószórásban, repülőszőnyegen. Kettős portré(k) Lászlóffy Aladárral; Kriterion, Kolozsvár, 2012
- Konglomerát (Erdély). Utazások SzGSz-szel. Sebestyén szemináriumai (Kolozsvárt és...), 2007–2012; Kossuth, Bp., 2012
- Kolozsvári beugró; szerk. Kántor Lajos, Rigán Lóránd; Komp-Press–Korunk, Kolozsvár, 2013
- Párbeszéd nemzetről, nemzetköziségről; szerk. Kántor Lajos; Komp-Press–Korunk, 2013
- Lászlóffy Aladár: Séta két kor között. Válogatott versek; vál., bev. Kántor Lajos; Kriterion, Kolozsvár, 2013 (Romániai magyar írók)
- Irodalom és politika, 1968–1993. Domokos Géza és a Kriterion; MTA, Bp., 2014 (Székfoglalók a Magyar Tudományos Akadémián)
- Szabédi László: Két világ közt harmadiknak. Vers, próza, dráma, tanulmány, dokumentum; szerk., előszó, jegyz. Kántor Lajos; Komp-Press, Kolozsvár, 2014
- Gond és felelősség. Írások Pomogáts Béla nyolcvanadik születésnapjára; összeáll. Kántor Lajos, Lőrincz György; Mentor, Marosvásárhely, 2014
- Kedves Miska! Leveleskönyv Ilia Mihály 80. születésnapjára; szerk. Kántor Lajos, Komp-Press–Korunk, Kolozsvár, 2014
- Titkosan – nyíltan. Korunk-történetek a titkosszolgálatok működéséről. Emlékezések, tanulmányok, dokumentumok; szerk. Kántor Lajos; Komp-Press–Korunk, Kolozsvár, 2014
- F-elszámolás; Kalligram, Pozsony, 2015
- A Korunk négy kapuja. Kulcskeresés; Korunk, Kolozsvár, 2016
- Fehér kakas, vörösbor; ill. Tettamanti Béla; Korunk–Komp-Press, Kolozsvár, 2016
- Kántor Lajos–Láng Gusztáv: Száz év kaland. Erdély magyar irodalmáról, 1918–2017; Bookart, Miercurea Ciuc, 2018

## Díjai, kitüntetései
- 1981 – Irodalmi díj (Erdély)
- 1992 – Joseph Pulitzer-emlékdíj
- 1998 – József Attila-díj
- 1999 – Pro Literatura-díj
- 2004 – Széchenyi-díj
- 2012 – Látó-nívódíj
- 2012 – Kriterion-koszorú[5]
- 2015 – Magyar Örökség díj

## Társasági tagság
- A Kolozsvár Társaság elnöke